# Ga Đại Lộc
Ga Đại Lộc là một nhà ga xe lửa tại huyện Sơn Tịnh, tỉnh Quảng Ngãi. Nhà ga là một điểm của đường sắt Bắc Nam và nối với ga Bình Sơn với ga Quảng Ngãi.

## Các tuyến
- Đường sắt Bắc Nam